# Mesta
Pour les articles homonymes, voir Mesta (homonyme) et Nessus.
La Mesta (en bulgare : Места ; en grec : le Nestos, Νέστος ou Nessos, Νέσσος ; en latin : Nessus ou Nestus/Nestos) est un fleuve de Bulgarie et de Grèce. Elle prend sa source à 2 240 m d'altitude dans les monts Rila, au sud-ouest de la Bulgarie, traverse les Rhodopes et se jette dans les eaux de la mer Égée, plus précisément dans la mer de Thrace près de l'île de Thasos. Sa longueur est d'environ 230 km, dont 126 km en Bulgarie et le reste en Grèce. Le fleuve emprunte des gorges dans sa traversée des massifs de Rila et du Pirin.
En Grèce, le fleuve est intégré au parc national de la chaîne des Rhodopes sur plus de 60 km. Il forme la frontière naturelle entre la Macédoine grecque et la Thrace, ainsi qu'entre les districts régionaux de Xánthi et de Kavála, ayant précédemment traversé le district régional de Dráma. Le delta du fleuve et sa zone riparienne (surnommée Kotzá Ormán) sont inclus dans le parc national de Macédoine-Orientale-et-Thrace. L'ouest de l'embouchure, sur la côte orientale du golfe de Kavála, égrène plusieurs lagunes exploitées pour la production piscicole à proximité de l'aéroport international Alexandre le Grand de Kavála.

## Mythologie
Le Nestos est présenté comme l'un des 25 fils de Téthys et d'Océan, cités par Hésiode dans sa Théogonie, où il relate la création du monde :

« Téthys à Océan enfanta les fleuves tourbillonnants: Nil, Alphée, Éridan aux tourbillons profonds, Strymon, Méandre, Istros aux belles eaux courantes, Phase, Rhésos, Achéloos aux tourbillons d'argent, Nessos, Rhodios, Halliacmon, Heptaporos, Granicos, Aisepos, le divin Simoïs, Pénée, Hermos, et Caïque au beau cours, le grand Sangarios, Ladon, Parthénios, Événos, Ardescos et le divin Scamandre. »

— Hésiode, Théogonie [détail des éditions] [lire en ligne].